# Acățari
Acățari (Ákosfalva en hongrois, Aschdorf ou Achatiusdorf en allemand) est une commune roumaine du județ de Mureș, dans la région historique de Transylvanie et dans la région de développement du Centre.

## Géographie
La ville d'Acățari est située dans le sud du județ, sur le plateau de Târnăveni, au bord de la Niraj, à 13 km au sud-est de Târgu Mureș, le chef-lieu du județ.
La municipalité est composée des neuf villages suivants (population en 2002) :
- Acățari (1 200), siège de la municipalité ;
- Corbești (122) ;
- Găiești (385) ;
- Gruișor (346) ;
- Murgești (494) ;
- Roteni (814) ;
- Stejeriș (355) ;
- Suveica (257) ;
- Vătenii (808).

## Histoire
La première mention de la commune date de 1497.
La commune d'Acățari a appartenu au royaume de Hongrie, puis à l'empire d'Autriche et à l'Empire austro-hongrois.
En 1876, lors de la réorganisation administrative de la Transylvanie, a été rattachée au comitat de Maros-Torda.
La commune d'Acățari a rejoint la Roumanie en 1920, au traité de Trianon, lors de la désagrégation de l'Autriche-Hongrie. Elle a été de nouveau occupée par la Hongrie de 1940 à 1944, période durant laquelle la petite communauté juive fut exterminée par les Nazis. Elle est redevenue roumaine en 1945.

## Politique
Le Conseil Municipal d'Acățari compte 13 sièges de conseillers municipaux. À l'issue des élections municipales de juin 2008, Osváth Csaba (UDMR) a été élu maire de la Ville.
| Parti                                      | Nombre de conseillers |
| ------------------------------------------ | --------------------- |
| Union démocrate magyare de Roumanie (UDMR) | 11                    |
| Parti Civique Hongrois (PCM)               | 2                     |

## Religions
En 2002, la composition religieuse de la commune était la suivante :
- Réformés, 82,36 % ;
- Catholiques romains, 8,40 % ;
- Adventistes du septième jour, 1,69 % ;
- Unitariens, 1,35 % ;
- Chrétiens orthodoxes, 1,23 %.

## Démographie
En 1900, la commune comptait 48 Roumains (0,82 %), 5 673 Hongrois (97,26 %) et 26 Allemands (0,45 %).
En 1930, on recensait 588 Roumains (10,17 %), 4 881 Hongrois (84,40 %), 58 Juifs (0,76 %) et 246 Tsiganes (3,24 %).
En 2002, 75 Roumains côtoient 4 424 Hongrois (92,53 %) et 281 Tsiganes (5,87 %) . La commune comptait à cette date 1 829 ménages et 1 988 logements.
| 1850  | 1880  | 1900  | 1910  | 1930  | 1956  | 1977  | 1992  | 2002  |
| ----- | ----- | ----- | ----- | ----- | ----- | ----- | ----- | ----- |
| 5 026 | 4 650 | 5 503 | 5 833 | 5 784 | 6 256 | 5 230 | 4 705 | 4 781 |

| 2007  | - | - | - | - | - | - | - | - |
| ----- | - | - | - | - | - | - | - | - |
| 4 883 | - | - | - | - | - | - | - | - |

## Économie
L'agriculture et l'exploitation des forêts constitue la base de l'économie locale.

## Communications

### Routes
Acățari est située à l'intersection de la route nationale DN13 (route européenne 60) entre Târgu Mureș au nord et Sighișoara au sud et de la route régionale DJ151D Miercurea Nirajului-Ungheni.

### Voies ferrées
La commune dispose d'une gare sur la ligne Ungheni-Miercurea Nirajului.

## Lieux et monuments
- Église catholique de 1859-1862.

- Temple réformé de 1753.

- Église orthodoxe de 1938.